# Yemen Arabian Sea Ports Corporation
De Yemen Arabian Sea Ports Corporation (Arabisch: مؤسسة موانئ البحر العربي اليمنية) of YASPC, ook Yemen Indian Ocean Ports Corporation ( مؤسسة موانئ المحيط الهندي اليمنية) of kortweg YIOPC genoemd, is een Jemenitische overheidsdienst die toezicht houdt op het beheer van de Jemenitische havens aan de Arabische Zee. De standplaats van de overheidsdienst is al Mukalla. 
De YASPC werd opgericht op 28 april 2007 als onderdeel van het Jemenitische Ministerie van Transport.
Tot de belangrijkste havens behoren:
- de haven van Mukalla bij al Mukalla in Hadramaut
- de haven van Socotra
- de haven van Nishtun bij Nishtun in al Mahrah.

Jemen heeft daarnaast nog twee toezichthoudende overheidsdiensten voor de overige havens van het land. Dit zijn de Yemen Gulf of Aden Ports Corporation voor de havens aan de Golf van Aden en de Yemen Red Sea Ports Corporation voor de havens aan de Rode Zee.

## Website
- Offficiële website